# 우크라이나의 유럽 연합 가입

유럽연합과 우크라이나

## 역사

### 1991년 소련 붕괴 이후
1998년 우크라이나는 유럽연합과 동반자협력협정(PCA)를 체결하면서 유럽연합 가입에 대한 첫 삽을 뜨게 된다.레오니드 쿠치마 대통령은 집권 이후 우크라이나의 유럽 연합 가입을 최우선 국정과제 중 하나로 공표하였다. 오렌지 혁명 이후 등장한 빅토르 유셴코 대통령은 유럽근린정책(ENP)에 입각하여 유럽연합과 협력을 공고화하였으며, 빅토르 야누코비치 대통령 또한 유럽과의 협력을 강화하였다. 그러다가 동방 파트너십 체결 과정에서 러시아가 우크라이나를 압박하게 되면서 우크라이나는 동방 파트너십 체결을 미루고, 러시아와 관계를 강화하려고 하였다. 이후 2014년에는 유럽연합과 우크라이나 간 자유무역협정이 체결되었으며, 2016년 1월에 발효되었다.

### 2022년 러시아의 우크라이나 침공 이후

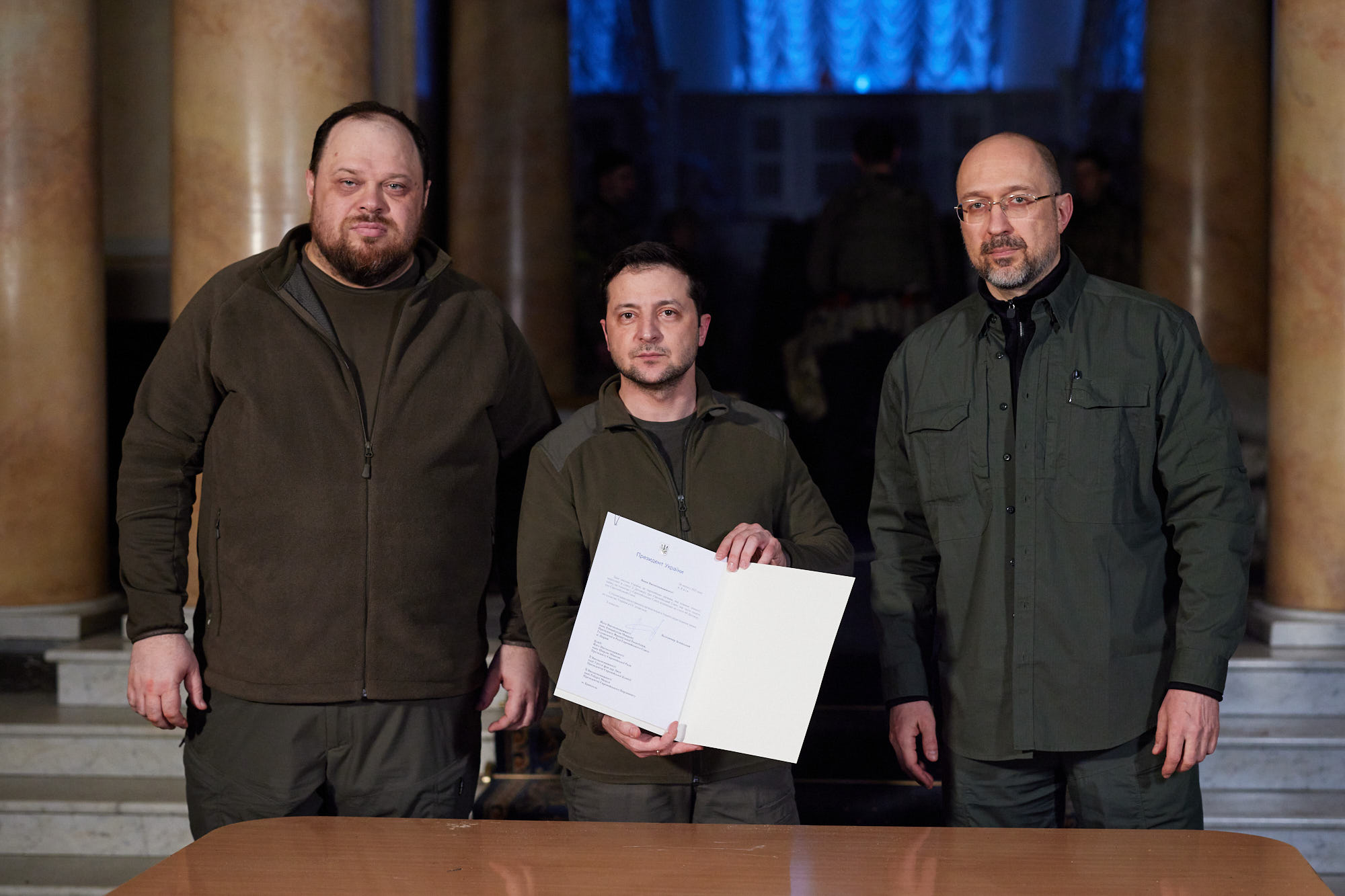
유럽연합 가입 신청서를 제출하는 젤렌스키 대통령

우크라이나는 러시아의 침공을 받은 지 나흘 뒤인 2022년 2월 28일, 유럽 연합 (EU) 가입을 신청했다. 볼로디미르 젤렌스키 우크라이나 대통령은 "새로운 특별 절차"에 따라 즉각적인 가입을 요청했으며, 유럽 연합 8개국 수반은 가입 절차를 가속화할 것을 촉구했다. 유럽 연합 집행위원장 우르줄라 폰데어라이엔은 우크라이나의 가입을 지지하지만 그 과정에는 시간이 걸릴 것이라고 하였다. 2022년 3월 10일, 유럽 연합 이사회는 위원회에 가입 신청에 대한 의견을 요청했다. 2022년 4월 8일 우르줄라 폰데어라이엔 집행위원장은 볼로디미르 젤렌스키 대통령에게 입법 설문지를 제출했고 우크라이나는 5월 9일 이에 응답했다.
2022년 6월 17일, 유럽 연합 집행위원회는 유럽 이사회가 우크라이나에 EU 가입 후보 지위를 부여할 것을 권고했다. 2022년 6월 23일, 유럽 의회는 우크라이나에 유럽 연합 회원국 후보 자격을 즉시 부여할 것을 요구하는 결의안을 채택했다. 같은 날, 유럽 이사회는 우크라이나에게 유럽 연합 가입 후보 자격을 부여했다.

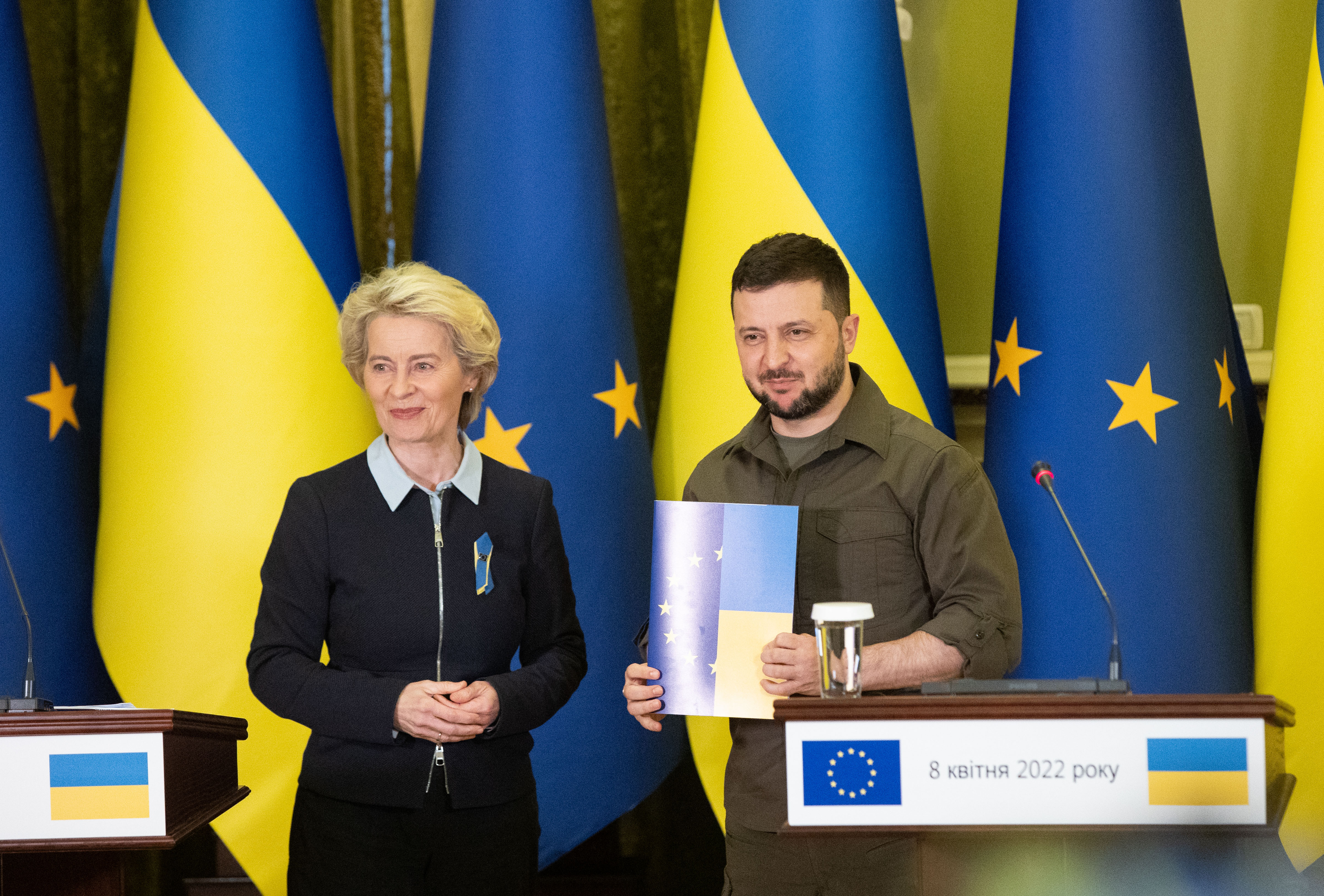
폰데어라이언 집행위원장과 젤렌스키 대통령

2023년 12월 14일, 유럽 이사회는 우크라이나와 가입 협상을 개시하기로 결정했다.
2024년 6월 21일, 유럽 연합은 우크라이나와 회원국 협상을 시작하기로 합의했다. 이는 서방 국가들과 더욱 긴밀히 협력하고 러시아의 영향력을 축소하려는 우크라이나의 지속적인 노력이다. 현재 유럽 연합 이사회의 유럽 연합 의장국을 맡고 있는 벨기에는 회원국들이 6월 25일 룩셈부르크에서 회담을 시작하기로 합의했다고 발표했다.
2024년 6월 25일 비슷한 시기에 특별 절차로 EU 가입을 신청한 몰도바와 동시에 공식적으로 가입 협상이 시작되었다.
현재 알바니아, 보스니아 헤르체고비나, 조지아, 몰도바, 몬테네그로, 북마케도니아, 세르비아, 튀르키예와 함께 현재 유럽 연합 후보 9개국 중 하나다.